# 桑道冰原島峰
71°42′S 67°12′W / 71.700°S 67.200°W
桑道冰原島峰（英語：Sandau Nunatak），是南極洲的冰原島峰，位於帕爾默地的賴米爾海岸，海拔高度約400米，屬於斯蒂普爾峰的一部分，美國地質調查局根據該國海軍的空中照片繪入地圖，現時由南極條約體系管理。